# Kitchener (Australia)
Kitchener – miasto w Australii, w stanie Nowa Południowa Walia.